# دولاب (اصفهان)
دولاب (اصفهان)، روستایی از توابع بخش مرکزی شهرستان اصفهان در استان اصفهان ایران است.
این روستا در حاشیه جاده اصفهان ورزنه در کنار روستاهای منشیان، اسپارت و باچه در دهستان براآن شمالی واقع شده است.

## جمعیت
این روستا در دهستان براآن شمالی قرار دارد و براساس سرشماری مرکز آمار ایران در سال ۱۳۸۵، جمعیت آن ۴۹۳ نفر (۱۲۰خانوار) بوده‌است.